# Tuomo Lassila
Tuomo Lassila (6 de marzo de 1966) es un baterista y cantante de Metal finlandés. Famoso por ser uno de los miembros fundadores de la banda de Power Metal "Stratovarius".

## Biografía
En 1984, Tuomo Lassila crea en Helsinki, Finlandia, un grupo musical, "The Black Water", junto con Staffan Stråhlman guitarrista, Mika Ervaskari en los teclados y el bajista John Vihervä. El grupo, que comenzó a tocar con un estilo muy melódico y clásico, fue rebautizado después de un par de semanas con el nombre de "Stratovarius". 
En 1985 Lassila decidió dejar la voz y dedicarse exclusivamente en la batería, en ese año los miembros Stråhlman y Vihervä deciden irse y en sus lugares ingresan Timo Tolkki en la guitarra y Jyrki Lentonen en el bajo. Con ellos en 1987, con una mayor libertad musical, esta banda graba su primer demo. En ese año el teclista "Ervaskari" decide irse y en su lugar se une Antti Ikonen En 1988. El primer sencillo, titulado Future Shock / Witch Hunt, se publicó en el mismo año. En 1989, después de haber publicado un segundo sencillo, "Stratovarius" publicó su primer álbum, titulado Fright Night, al que le siguió Twilight Time en 1992. En 1994 fueron galardonados por el tercer álbum de "Stratovarius", titulado Dreamspace y en 1995 salió Fourth Dimension. En el 2013 "Tuomo Lassila" fue elegido para ser el baterista del proyecto de Timo Tolkki "Avalon" Angels of the Apocalypse para ser publicado en el 2014. En el 2022 Lassila con Tolkki, Vihervä y Ikonen decidieron reunirse nuevamente para discutir para formar una nueva banda llamado Timo Tolkki's Strato con los primeros miembros que le dieron vida a Stratovarius. Grabaron un nuevo primer álbum que será publicado en octubre de 2023 llamado "Return To Dreamspace".

## Discografía

### Stratovarius
- Black Water (Demo) (1987)
- Fright Night (1989)
- Twilight Time (1992)
- Dreamspace (1994)
- Fourth Dimension (1995)

### Timo Tolkki
- Classical Variations and Themes (1994)

### Conquest
- Worlds Apart (1999)

- The Harvest (2011)

### Timo Tolkki's Avalon
- Angels of the Apocalypse (2014)

### Timo Tolkki's Strato
- Return To Dreamspace (2023)

- Datos: Q945398